# Éric le Leuch
Éric le Leuch (Dinan, 19 giugno 1971) è un ex canoista francese, specializzato nella disciplina della velocità.

## Biografia
Ai Giochi del Mediterraneo di Linguadoca-Rossiglione 1993 ha vinto l'oro nel C1-500 metri, precedendo lo spagnolo Enrique Míguez e il croato Drazen Funtak.
Ha partecipato ai mondiali di Duisburg 1995, dove ha vinto la medaglia di bronzo nella canoa quadriposto 200 metri, gareggiando con i connazionali Olivier Boivin, Sylvain Oyer e Benoît Bernard.
Ha rappresentato la Francia ai Giochi olimpici di Atlanta 1996, dove è stato eliminato in semifinale nella canoa monoposto 500 metri.
Ai Giochi del Mediterraneo di Bari 1997 ha vinto l'oro nel C2-500 metri e l'argento nel C2-1000 metri, in entrambe le specialità con Benoît Bernard.
Alle Olimpiadi di Sydney 2000 a raggiunto la in semifinale nella canoa monoposto 500 metri ed ha concluso al quarto posto nella canoa monoposto 1000 metri.

## Palmarès
- Mondiali

Duisburg: bronzo nel C4-200 m;
- Giochi del Mediterraneo

Linguadoca-Rossiglione 1993: oro nel C1-500 m;
Bari 1997: oro nel C2-500 m; argento nel C2-1000 m;